# Jennifer Lee (nhà làm phim)
Jennifer Michelle Lee (sinh năm 1971) là một nhà biên kịch, đạo diễn người Mỹ, và hiện là Giám đốc sáng tạo của Walt Disney Animation Studios. Cô là đồng biên kịch của bộ phim Ráp-phờ đập phá (2012), biên kịch kiêm đồng đạo diễn của bộ phim hoạt hình từng đoạt giải Oscars năm 2013, Nữ hoàng băng giá
Lee là nữ đạo diễn đầu tiên đạo diễn một bộ phim của Walt Disney Animation Studios, nhà biên kịch đầu tiên trở thành đạo diễn ở một hãng hoạt hình lớn và cũng là nữ đạo diễn đầu tiên có một bộ phim đạt doanh thu hơn 1 tỉ đô la.

## Tiểu sử và sự nghiệp
Lee năm 1971 tại Barrington, là con của Linda Lee và Saverio Rebecchi. Sau khi cha mẹ ly dị, Lee và chị gái, Amy, sống cùng với mẹ tại East Providence, Rhode Island. Cả Lee và chị gái đều tốt nghiệp từ trường trung học East Providence và đại học New Hampshire. Lee tốt nghiệp cử nhân chuyên ngành văn học Anh in 1992 rồi chuyển tới thành phố New York nơi cô làm việc như với vai trò họa sĩ đồ họa, thiết kế các loại bìa sách nói và DVD cho nhà xuất bản Random House.
Sau khi mất người thân vào năm 20 tuổi, Lee mong muốn được kể những câu chuyện của riêng mình. Khoảng 30 tuổi, cô ghi danh vào trường đại học nghệ thuật Columbia và lấy bằng thạc sĩ mỹ thuật chuyên ngành phim. Tại đây Lee gặp gỡ Phil Johnston, người cộng tác viết kịch bản bộ phim Ráp-phờ đập phá cùng với cô trong tương lai. Lee tốt nghiệp Columbia vào năm 2005 và ở tại thành phố New York, nơi cô có những kinh nghiệp đầu tiên với điện ảnh khi làm việc với tư cách trợ lý đạo diễn và nhà sản xuất cho bộ phim ngăn A Thousand Word vào năm 2004.
Tháng 3 năm 2011, Johnston gọi điện đề nghị Lee giúp mình viết kịch bản cho Ráp-phờ đập phá tại Walt Disney Animation Studios ở Burbank, California. Ban đầu, hợp đồng viết kịch bản chỉ kéo dài trong 8 tuần. Tuy nhiên sau đó, Lee được yêu cầu ở lại cho đến khi quá trình sản xuất kết thúc. Bộ phim nhận được phản hồi tích cực về mặt chuyên môn lẫn thương mại, mang về cho Lee giải Kịch bản phim xuất sắc nhất tại giải thưởng Annie lần thứ 40 năm 2013.
Tháng 3 năm 2012, Lee được Peter Del Vecho mời viết kịch bản cho Nữ hoàng băng giá. Lee đã tham gia rất tích cực trong quá trình phát triển tiền kỳ của phim, cộng tác một cách chặt chẽ và xuất sắc với đạo diễn của bộ phim là Chris Buck cũng như hai nhà viết bài hát, Robert Lopez và Kristen Anderson-Lopez. Cô đã mang tới rất nhiều sự sáng tạo cho bộ phim so với trước đó. Nhà sản xuất của phim sau đó đã mời cô làm đạo diễn cho bộ phim cùng với Buck. Thông báo chính thức được đưa ra vào ngày 30 tháng 11 năm 2012, giúp Lee trở thành người phụ nữ đầu tiên đạo diễn một phim hoạt hình dài do Walt Disney Animation Studios sản xuất. Nữ hoàng băng giá được phát hành rộng rãi tại Bắc Mỹ vào 27 tháng 11 năm 2013. Bộ phim đã lập được kỷ lục doanh thu khi thu về 1,274 tỷ đô la sau thời gian công chiếu, vượt qua Câu chuyện đồ chơi 3 để trở thành phim hoạt hình có doanh thu cao nhất mọi thời đại, phim có doanh thu cao thứ 5 mọi thời đại, và là phim có doanh thu cao thứ nhất trong số các phim do Walt Disney Animation Studios sản xuất. Phim cũng giành được phản hồi vô cùng tích cực từ giới chuyên môn, giành được rất nhiều giải thưởng trong đó có giải Oscar cho phim hoạt hình hay nhất năm 2014.
Ngày 17 tháng 5 năm 2014, Lee đã đọc một bài diễn văn trong lễ tốt nghiệp của đại học New Hampshire, trường cũ của cô. Cô tiết lộ mình từng phải đấu tranh với sự tự ti khi lớn lên,:2:00 và sau đó vào tháng 4 trong năm cuối của cô tại đại học, bạn trai của cô bị chết trong một tai nạn thuyền, khiến cho cô cảm thấy "không chút nghi ngờ, chỉ còn lại sự đau khổ...và trong khoảnh khắc...(tôi biết rằng) tốt hơn hết không nên lãng phí một giây nào để nghi ngờ bảo thân mình nữa.":6:18 Nhiều năm sau, những kỷ niệm này giúp Lee vượt qua nỗi nghi ngờ ban đầu rằng liệu cô có đủ tốt để đăng ký vào đại học Columbia.:7:10 Tại Columbia, Johnston nhận ra Lee rất tài năng nhưng không tự tin, và một ngày đã đề nghị cô "hứa rằng...sẽ không từ bỏ công việc của mình; chỉ cần biết rằng mình có đủ khả năng và cứ thế tiếp tục." Lee kết luận: "Tôi học được một điều đó là sự tự ti là một trong những điều gây hại nhất. Nó khiến bạn bảo thủ thay vì cởi mở, phản kháng thay vì tích cực. Sự tự ti mang tính phá hoại và tàn nhẫn và niềm hy vọng của tôi hôm nay là chúng ta có thể cùng nhau đồng ý rằng sẽ không tiếp tục tự ti và ngờ vực bản thân nữa...Hãy biết rằng, kể từ nay, chúng ta hoàn toàn đủ khả năng và tôi dám nói rằng còn hơn thế." Đại học New Hampshire đã trao cho cô danh hiệu tiến sĩ danh dự.
Tháng 8 năm 2014, tạp chí Variety cho biết dự án tiếp theo của Lee là một bộ phim chuyển thể từ tiểu thuyết năm 1962 của Madeleine L'Engle là A Wrinkle in Time. Catherine Hand, giám đốc sản xuất của phiên bản truyền hình năm 2003 và Jim Whitaker sẽ hợp tác sản xuất phiên bản chuyển thể của Lee cho Disney. Sau khi thông tin được đưa ra, Lee viết trên Twitter: "Yêu thích cuốn sách này trong suốt 30 năm. Việc viết kịch bản cho bộ phim như là cả thế giới đối với tôi." A Wrinkle in Time được phát hành vào tháng 3 năm 2018.
Vào tháng 9 năm 2014, Lee và đạo diễn Chris Buck được thông báo sẽ cùng đạo diễn một bộ phim hoạt hình ngắn với các nhân vật từ Nữ hoàng băng giá có tên là Frozen Fever. Phim được ra mắt vào tháng 3 năm 2015. Lee nằm trong đội ngũ "Lãnh đạo sáng tạo" của Disney cho bộ phim Biệt đội Big Hero 6 và Hành trình của Moana, và là một trong những người đóng góp vào cốt truyện của Phi vụ động trời.
Ngày 12 tháng 3, 2015, Disney thông báo Lee và Buck sẽ cùng đạo diễn phần phim tiếp theo của Nữ hoàng băng giá.
Vào tháng 6 năm 2018, Lee trở thành giám đốc sáng tạo Walt Disney Animation Studios, sau khi John Lasseter rời khỏi công ty.

## Cuộc sống cá nhân
Lee kết hôn với Robert Joseph Monn vào năm 1999 (hiện tại họ đã ly dị). Họ có một cô con gái tên là Agatha Lee Monn (sinh năm 2003), người đã thể hiện bài hát Do you want to build a snowman trong bộ phim Nữ hoàng băng giá. Lee và con gái hiện đang sống ở thung lũng San Fernando.

## Danh sách phim
| Năm  | Phim                                  | Vai trò  | Vai trò           | Vai trò    | Vai trò | Chú thích |
| Năm  | Phim                                  | Đạo diễn | Nhà sản xuất      | Biên kịch  | Khác    | Chú thích |
| ---- | ------------------------------------- | -------- | ----------------- | ---------- | ------- | --- |
| 2004 | A Thousand Words                      | Không    | Có                | Không      | Không   | Phim ngắn Kiêm trợ lý đạo diễn |
| 2012 | Ráp-phờ đập phá                       | Không    | Không             | Kịch bản   | Không   | Đồng biên kịch cùng Phil Johnston |
| 2013 | Nữ hoàng băng giá                     | Có       | Không             | Có         | Có      | Đồng đạo diễn với Chris Buck Lồng tiếng cho Hoàng hậu của Arendelle Lên ý tưởng cốt truyện cùng Chris Buck và Shane Morris                                   |
| 2014 | Biệt đội Big Hero 6                   | Không    | Không             | Không      | Có      | Lãnh đạo sáng tạo |
| 2015 | Frozen Fever                          | Có       | Không             | Cốt truyện | Không   | Phim ngắn Đồng đạo diễn với Chris Buck Lên ý tưởng cốt truyện cùng Chris Buck và Marc E. Smith                                                               |
| 2016 | Phi vụ động trời                      | Không    | Không             | Cốt truyện | Có      | Lãnh đạo sáng tạo |
| 2016 | Hành trình của Moana                  | Không    | Không             | Không      | Có      | Lãnh đạo sáng tạo |
| 2018 | A Wrinkle in Time                     | Không    | Không             | Có         | Không   | Đồng biên kịch cùng Jeff Stockwell |
| 2018 | Wreck-It Ralph 2: Phá đảo thế giới ảo | Không    | Giám đốc sản xuất | Không      | Có      | Lãnh đạo điều hành |
| 2019 | Nữ hoàng băng giá 2                   | Có       | Không             | Có         | Có      | Đồng đạo diễn với Chris Buck Ý tưởng cốt truyện cùng Chris Buck, Marc E. Smith, Kristen Anderson-Lopez, và Robert Lopez Lãnh đạo điều hành Lãnh đạo sáng tạo |
| 2020 | Raya and the Last Dragon              | Không    | Giám đốc sản xuất | Không      | Không   | |